# Черепанов Павло Сидорович
Павло́ Си́дорович Черепа́нов (нар. 1773 — пом. ?) — дійсний статський радник, полковник Кавалергардського полку, генерал-вагенмейстер Головної армії, київський цивільний губернатор 1814—1816 років.

## Загальні відомості
Народився 1773 року. 
З потомствених дворян Московської губернії. На військовій службі — від 1794 року.
1807 року йому присвоєно звання полковника.
1812—1813 — полковник Кавалергардського полку, генерал-вагенмейстер, член Головного штабу 1-ї Західної армії, з вересня 1812 — Головної армії. Учасник французько-російської війни 1812 року. Після Бородінської битви отримав нагороду «За спасение нескольких тысяч раненых в сражении 26 августа и после оного».
Від 1813 року — дійсний статський радник.
1814—1816 (за іншими даними — 1814—1817 років або 1813—1817) — київський цивільний губернатор.
Від 1816 року знаходився під слідством за зловживання на посаді київського губернатора. Оскільки він не погодився з рішенням I-го департаменту Київського головного суду, його справа в жовтні 1816 року була передана Правлячому Сенату (вищому органу суду й нагляду).
За іншими даними, під слідством знаходився 1817—1820 років.

## Цікаві факти
- Його садиба у Києві розташовувалась в місцевості, яку від 1815 року називають Черепановою горою. На цій горі знаходиться легендарний стадіон — НСК «Олімпійський».

- Коли у червні 1815 року вітер зруйнував маківки двох бань Андріївської церкви, за зверненням київського митрополита як губернатор розпорядився, щоб міський архітектор Андрій Меленський склав проект ремонту церкви й кошторис, що й було зроблено 1816 року.[10]

- 1815 року ним був підписаний план розвитку Черкас під назвою «Геометрический специальный план Киевской губернии города Черкасс к назначению по предписанию его Превосходительства господина действительного статского советника Киевского гражданского губернатора и кавалера Павла Сидоровича Черепанова двухвёрстного для винного откупа дистанциею 1815 года июня месяца».[11]

## Родина
Дружина за першим шлюбом — Дніпрова Марія Семенівна (7.5.1782 — 10.2.1814), похована в Санкт-Петербурзі.
Друга дружина — Черепанова (Дуніна) Євдокія (Явдоха) Іванівна (1785 — ?), пережила свого чоловіка, дочка генерала-аншефа Івана Петровича Дуніна-Барковського від його шлюбу з Марією Дмитрівною Норовою.
Дочка Марія Павлівна Черепанова (1817 — 29.04.1849). Онуки Звегінцови: Іван Олександрович (1840—1913) — таємний радник, російський державний діяч; Володимир Олександрович (1838—1926) — підполковник, жив у Франції; Микола Олександрович (1848—1920) — таємний радник, російський державний діяч.